# 神本侑季

## 経歴
2013年にヤフー株式会社（現Zホールディングス株式会社）に入社。Yahoo!ニュースを中心にメディア・広告のビジネス開発に従事した後、海外のテックベンチャー企業と共に新規事業立ち上げを担当。2018年より、グループの投資ファンドであるZコーポレーション株式会社にてブロックチェーン領域のリサーチ、事業開発に従事。 2018年より、同社の出資により設立した次世代金融領域の情報発信を行うメディア企業、N.Avenue株式会社の立ち上げを担い、現在は代表取締役社長。世界有数の暗号資産・フィンテックメディアcoindeskの日本版「coindesk JAPAN」や、国内最大級のブロックチェーンカンファレンス「btokyo」などを運営する。

## テレビ番組
- 日曜日の初耳学（2022年1月23日 、毎日放送制作、TBS系列)